# 山岸健
山岸 健（やまぎし たけし、1934年11月7日 - 2020年3月17日）は、日本の理論社会学者。慶應義塾大学名誉教授、大妻女子大学名誉教授。社会学や文学・絵画を題材として自身を語るエッセイストでもある。

## 来歴
1934年新潟県長岡市生まれ。1957年慶應義塾大学文学部哲学科社会学専攻卒業。1962年慶應義塾大学大学院文学研究科博士課程社会学専攻単位取得満期退学。同文学部講師、助教授、教授を経て、1999年大妻女子大学人間関係学部教授。同学部初代学部長、同人間関係学研究科初代研究科長。1973年「ハーバート・スペンサーの社会学説に関する基礎的研究」で、社会学博士の学位を取得。
2013年11月瑞宝中綬章受章。
2020年3月17日、肺炎のため横浜市の病院で死去。85歳没。

## 人物
- 山岸美穂[4]（元作新学院大学助教授、東京都町田市生まれ、1989年慶應義塾大学文学部人間関係学科社会学専攻卒業、1994年同大学大学院社会学研究科社会学専攻博士課程単位取得満期退学、1967年1月26日 - 2005年1月24日、交通事故により他界）は実娘。
- ゼミのOGに社会政策学者の森周子がいる。
- 社会学に関わる著作・編著は多いが、社会学に関する研究より、海外からの種々の文献の紹介者である側面が強く、ほとんどの著書や論文は、そうした文献からの引用が多い。また、学生・院生に対し社会学の教育を徹底したという、教師的側面のほうに存在意義が大きい[要出典]。

## 著書

### 単著
- 『都市構造論――社会学の観点と論点』（慶應通信, 1974年／増補版, 1979年）
- 『社会的世界の探究――社会学の視野』（慶應通信, 1977年／増補版, 1985年）
- 『日常生活の社会学』（日本放送出版協会［NHKブックス］, 1978年）
- 『社会学の文脈と位相――人間・生活・都市 芸術・服装・身体』（慶應通信, 1982年／改訂版, 2004年）
- 『風景的世界の探究――都市・文化・人間 日常生活・社会学』（慶應通信, 1992年）
- 『風景とはなにか――都市・人間・日常的世界』（日本放送出版協会［NHKブックス］, 1993年）
- 『絵画を見るということ――私の美術手帖から』（日本放送出版協会［NHKブックス］, 1997年）
- 『人間的世界と空間の諸様相――人間/人間関係/生活/文化/東京/風景/絵画/旅/社会学』（文教書院, 1999年）
- 『人間的世界の探究――トポス/道/旅/風景/絵画/自己/生活/社会学/人間学』（慶應義塾大学出版会, 2001年）
- 『日常生活と人間の風景――社会学的人間学的アプローチ』（三和書籍, 2002年）
- 『社会学的人間学――絵画/風景/旅/トポス/道/人間/生活/生存/人生/世界』（慶應義塾大学出版会, 2005年）
- 『レオナルド・ダ・ヴィンチへの誘い 美と美徳・感性・絵画科学・想像力』三和書籍, 2007
- 『風の花と日時計 人間学的に 記憶の大地/北国よ/空と雲と光 風に鳴る音/考へよ人生の旅人』人文書館, 2014

### 共著
- （平野敏政）『人間存在と社会生活――意識 世界 組織 構造』（文教書院, 1979年）
- （山岸美穂）『日常的世界の探究――風景/音風景/音楽/絵画/旅/人間/社会学』（慶應義塾大学出版会, 1998年）
- （山岸美穂）『音の風景とは何か――サウンドスケープの社会誌』（日本放送出版協会［NHKブックス］, 1999年）
- （山岸美穂）『感性と人間――感覚/意味/方向 生活/行動/行為』（三和書籍, 2006年）
- （山岸美穂）『日常生活と旅の社会学――人間と世界/大地と人生/意味と方向/風景と音風景/音と音楽/トポスと道』（慶應義塾大学出版会, 2008年）
- 『耳を澄まして 音風景の社会学/人間学 聖シュテファン寺院の音/巴里/旅すること 人間・身体/環境・世界/感性と想像力 音楽と絵画/時間の神/祈りの言葉』山岸美穂共著. 人文書館, 2016.6

### 編著
- 『日常生活と社会理論――社会学の視点』（慶應通信, 1987年）
- 『日常生活の舞台と光景――「社会学」の視点』（聖文社, 1990年）
- 『家族／看護／医療の社会学――人生を旅する人びと』（サンワコーポレーション, 1995年）
- 『社会学の饗宴（2）逍遙する記憶――旅と里程標』（三和書籍, 2007年）

### 共編著
- （平野敏政・宮家準）『生活の学としての社会学――人間・社会・文化』（総合労働研究所, 1982年）
- （江原由美子）『現象学的社会学――意味へのまなざし』（三和書房, 1985年）
- （船津衛）『社会学史の展開』（北樹出版, 1993年）
- 『希望の社会学 我々は何者か、我々はどこへ行くのか』浜日出夫,草柳千早共編. 三和書籍, 2013.